# Ібрагім Інал
Ібрагім Інал (тур. İbrahim Yınal) — сельджуцький воєначальник, син Юсуфа Інала - одного з чотирьох синів Сельджук-бея.

## Життєпис
Коли старший син Сельджук-бея Мікаїл-бей помер, його вдова була одружена з його братом Юсуфом, відповідно до традиції левірату, і від цього шлюбу народився Ібрагім Інал. Таким чином, Ібрагім Інал є по материнській лінії братом Тогрула та Чагри-бея та їх двоюрідним братом по батьківській лінії.
Точних відомостей про рік його народження немає, однак відомо, що він жив в 11 столітті.
Після Данданаканської битви, він досяг багатьох важливих успіхів, перебуваючи під командуванням султана Тогрула. Він є завойовником багатьох міст, таких як Нішапур та Рей. У 1047 році Ібрагім відібрав Хамадан і Кангавар у правителя Какуїдів Гаршаспа I. Після завоювань він був призначений генеральним губернатором Азербайджану. Пізніше Ібрагім командував успішним походом на східні провінції Візантійської імперії, кульмінацією якого стала битва під Капетроном (нині Пасінлер) у 1048 році. Незважаючи на відносну поразку, арабський літописець Ібн аль-Асір повідомляє, що він захопив 100 000 полонених і величезну здобич.
У 1058 році він підняв повстання проти свого брата султана Тогрула, і хоч на перший раз султан пробачив його, він зв’язався з Арсланом Бесасірі та підняв повстання вдруге, тому був переможений і особисто задушений султаном своєю тятивою в Багдаді в 1060 році.
Ібрагім Інал є одним із найвпливовіших людей у  розширенні Великої держави сельджуків і, таким чином, набув значення в регіоні.

## У масовій культурі
Ібрагіма Інала зіграв актор Уйгар Озчелік у телесеріалі «Альпарслан: Великі Сельджуки».